# Powiat Nishisonogi
Powiat Nishisonogi (jap. 西彼杵郡 Nishisonogi-gun) – powiat w Japonii, w prefekturze Nagasaki. W 2024 roku liczył 68 621 mieszkańców.

## Miejscowości
- Nagayo
- Togitsu